# Appello (diritto)
Con appello, in diritto, si indica la richiesta di modifica di una sentenza. 
L'istituto, derivato dal diritto romano, prevede il ricorso ad un giudice superiore per impugnare la decisione di un giudice inferiore. A seconda degli ordinamenti e dei periodi storici, il giudice a cui ci si appella può essere espressione del sovrano, del popolo (provocatio ad populum), oppure uno specifico tribunale istituito per tale funzione (la corte d'appello).